# Sérgio Ewerton
Sérgio Ewerton (Rio de Janeiro, 1959) é um jornalista brasileiro que atuou como redator e apresentador nas televisões Globo, Band e Gazeta. Atualmente faz parte dos quadros da TV Alesp. O jornalista tem um filho, Pedro Ewerton e é casado com a também jornalista Silvia Garcia, com quem dividiu a bancada do Aqui Agora.
Seu primeiro trabalho de repercussão foi apresentando a edição paulista do Globo Esporte e Esporte Espetacular, na Rede Globo (década de 1980). Mais tarde, ficou conhecido nacionalmente a partir de sua participação na bancada do Aqui Agora (década de 1990),no SBT. Posteriormente, ainda no jornalismo do SBT, apresentou o Notícias de Última Hora. Na Bandeirantes, o jornalista foi apresentador dos boletins durante a madrugada no BandNews e pouco depois fez uma passagem pela TV Gazeta, onde ficou alguns meses como apresentador, junto com Maria Lydia.
Na atualidade faz parte dos quadros da TV Assembleia SP (antiga TV Alesp), órgão de comunicação da Assembleia Legislativa do Estado de São Paulo, na qual atua como repórter, editor e apresentador dos dois principais jornais da instituição.

## Filmografia
| Ano     | Nome                    | Cargo        | Emissora           |
| ------- | ----------------------- | ------------ | ------------------ |
| 1986-89 | Globo Esporte           | Apresentador | TV Globo São Paulo |
| 1986-90 | Esporte Espetacular     | Apresentador | TV Globo           |
| 1994-97 | Aqui Agora              | Apresentador | SBT                |
| 1996-97 | Notícias de Última Hora | Apresentador | SBT                |
| 2002    | Madrugada BandNews      | Apresentador | BandNews TV        |
| 2004-09 | Jornal da Gazeta        | Apresentador | TV Gazeta          |